# Барцин
Барцин (пол. Barcin)  —  город  в Польше, входит в Куявско-Поморское воеводство,  Жнинский повят.  Имеет статус городско-сельской гмины. Занимает площадь 3,7 (370 ha) км². Население — 7844 человека (на 2006 год).

## История
Статус города получил 12 июня 1541 года.